# Brooklyn Tower
Le Brooklyn Tower est un gratte-ciel, situé à New York aux États-Unis.
Culminant à 324,9 mètres, il s'agit du plus haut immeuble de Brooklyn, et du plus haut gratte-ciel de New York situé en dehors de Manhattan.